# 葉公超
葉公超（1904年10月20日—1981年11月20日），原名葉崇智，字公超，後以字行，祖籍浙江余姚，廣東番禺人，生於江西九江。中國學者暨外交家，新月派代表人物之一。曾任北京大學、清華大學外文系教授，上海國立暨南大學、西南聯大外文系主任，中華民國外交部長（1949年－1958年）、駐美大使（1958年－1961年）、新埔工業專科學校（現聖約翰科技大學前身）代理董事長、總統府資政。

## 生平

### 早年經歷
余幼失怙恃，人聞者恆憐吾，而言吾命之薄，緣之慳，而餘則否焉。蓋人之成偉大者，非安逸慎然而成之也，非恃他勢而成之也。是必出於萬難之中，而拔於愴痛之海，琢磨切磋，而後有此成之也。——《自振》，寫於天津南開中學
祖籍浙江餘姚（今宁波余姚市），自五世祖自余姚移居岭南。其父葉道繩，曾任九江知府，1913年離世；葉遂赴北京在叔父叶恭绰的監護下長大:18 。另，葉氏三歲喪母，有一兄葉崇勳；其父續弦夫人趙壽玉，為晚清知名書畫家趙之謙幼女，繼母另有二女，葉崇德、 葉崇禔，皆與葉公超感情要好。
少即工詩能畫，為湯定之入室弟子:1879，七歲入南洋模範小學。1912年至英國讀書，兩年後轉赴美国，一年後回到中國就讀天津南開中學。1920年再赴美國，先后就讀伊利諾州厄巴納學院及緬因州卑斯學院，最後於麻薩諸塞州安默斯特學院攻讀，跟隨羅伯特·佛洛斯特研習詩詞，在其指導下出版一卷英文詩集。畢業後赴英，在劍橋大學瑪格達連學院取得文學碩士學位:21-24。
1926年回國，於是年秋在北大、北師大教授西洋文學，并先後任教上海國立暨南大學、清華及西南聯大:28，有“文學的天才，外交的奇才”的美譽，英語之好，梁實秋亦贊“英文造詣特深，說寫都很出色”。在英國，他與詩人T·S·艾略特亦師亦友，交往甚密，是第一個將艾略特介紹到中國來的學者。在清華時與學生溝通中,他和錢鍾書的關係特別密切交錯, 錢鍾書於1934年在葉氏的同事溫源寧的名義下為葉公超寫了一短篇人物誌。卞之琳表示過，“葉公超是第一個引起我對二三十年代艾略特、晚期葉芝、左傾的奧頓等英美現代派詩風興趣的人”。1931年6月，葉公超在清華教書時，與燕京大學物理系畢業的袁永熹結婚，育有兒女一雙。葉公超素以脾氣大聞名，吳宓來葉家用餐，因為菜的味道不合適，見他對袁永熹發脾氣。前政務次長胡慶育說葉公超的脾氣“陰晴不定”，「他的脾氣一天有如春夏秋冬四季，你拿不準去見他時會遇上那一季，大家憑運氣，可能上午去看時還好好的，下午就被罵了出來。」

### 中年經歷
1930年代末抗戰時期，因毛公鼎事件遭日軍拘捕拷問39天，脫險後棄學從政，在董顯光先生的推介下轉入外交界，先後任職於國民政府駐新加坡、英國大使館。曾任西南聯大外文系主任，但很快於1939年離任。
1947年4月9日，外交部參事葉公超在中宣部記者招待會上稱，中國贊成美國政府主張提前拆遷日本國內可充賠償物資之一部分；此次中國所得日本之提前賠償百分比，當然不得影響將來中國於總清算時提出之要求:8331。5月1日，外交部就3月8日、4月5日法軍兩次轟炸中國在越華僑集中處一事，向法國大使館提出嚴重抗議；次日，外交部次長葉公超赴法國大使館提出口頭抗議:8346。8月28日，葉公超在記者招待會上發表談話稱：大連暫不開放，該港主權屬於中國，任何國家依法不得單獨使用之，外輪亦不能利用此港從事中國沿海貿易:8402。1948年1月1日，外交部次長、特使葉公超抵達仰光，代表中國慶賀緬甸獨立:8479。7月4日，外交次長葉公超發表談話，希望早日達成對日和約:8634。

1949年，奉代總統李宗仁之命繼胡適（未到任）擔任外交部長。4月29日，代理外交部長葉公超找美國駐廣州公使克拉克，要求將以下事實報告華府：
「南京撤退」是因為4月19日國軍江陰要塞和狄港指揮官投向中國共產黨，使南京無法防守，政府已決心撤退，現正有秩序撤退中；傅秉常仍未接受外交部部長之任命，在軍事未取得任何勝利之前，現在沒有人願意接受任命:134-135。
葉公超參與1952年《中日和約》與1954年《中美共同防禦條約》的簽訂。1954年9月，蔣介石以葉公超為出席聯合國第九屆大會首席全權代表，蔣廷黻等4人為全權代表。12月3日在華府，代表中華民國與美國國務卿约翰·福斯特·杜勒斯簽署《中美共同防禦條約》:78。1958年8月，繼董显光擔任駐美大使，表現深受艾森豪、邱吉爾、肯尼迪等西方冷戰領袖的肯定。
後因與蔣介石在外蒙古入聯問題上持不同策略，於1961年奉急召返國，旋被免職:130:205：葉公超先遭“留在总统身边以备顾问”为由不得返任。当年11月改聘为行政院政务委员，从此遭到長期監視，並被禁止出國長達16年:130。據當時中華民國代表團顧問彭明敏的回憶，由於蔣介石在世界面前丟了臉，因此要有人為此做代罪羔羊。然而駐聯合國大使蔣廷黻逃過此劫，而是葉公超成為蔣介石不悅的對象。彭明敏認為這與國民黨的宮廷鬥爭有關：外交部長沈昌煥與葉公超不合，在此事插了一腳。最後蔣介石召葉公超回臺，聽了葉的解釋後，就對他簡單的說：「留在臺北，不用再去美國了。」:110葉公超雖丟了大使職位，雖因他是陳誠的人馬而留在內閣。但因國民黨將葉公超視為開明派人物，從此受到國民黨監視，派特務跟蹤他。:110至此，胡適與蔣介石的關係也越發冷淡了。:110
李敖曾回憶，他在美國新聞處副處長司馬笑（John Alvin Bottorff）家裡，葉公超曾對他說，他加入國民黨，原希望他兩腳踩到泥裡，可以把國民黨救出來，結果呢，他不但沒把國民黨救出來，反倒把自己陷進去，言下不勝悔恨。:128並認為葉公超的垮臺原因並非外界傳聞的因外蒙入聯合國、或是因據實傳達美國國務卿魯斯克威脅蔣中正之言的原因，而是因為葉公超私人談話中有了「對元首不敬畏的語氣」，而遭沈昌煥向蔣中正告密。:130-132

### 晚年
1970年任新埔工業專科學校（現聖約翰科技大學前身）代理董事長。
1978年5月后轉任總統府資政閒職。離開仕途後寄情書畫，「怒而寫竹，喜而繪蘭，閒而狩獵，感而賦詩」，稱自己是「悲劇的一生」，梁實秋亦形容其晚年“情况相当落寞”。
1981年11月20日，葉公超病逝於台北榮民總醫院，夫人没有赶回告别，僅俞大維一人在身邊。老友張大千闻之甚悲，亲书《輓叶公超先生联》:507。摯友陳香梅寫了一篇悼文兩首輓詩。詩中說：「奉獻給你紅色的玫瑰，那是我從童年、青年到中年對你的半點關懷與愛意」。《聯合報》刊登一篇署名楊子的文章《紅粉知己》中評價葉“既有器識過人、恃才傲物的名士風度，又是一個才華橫溢而終為俗吏所讒的悲劇英雄”。
著有《介紹中國》、《中國古代文化生活》、《英國文學中之社會原動力》、《葉公超散文集》等。

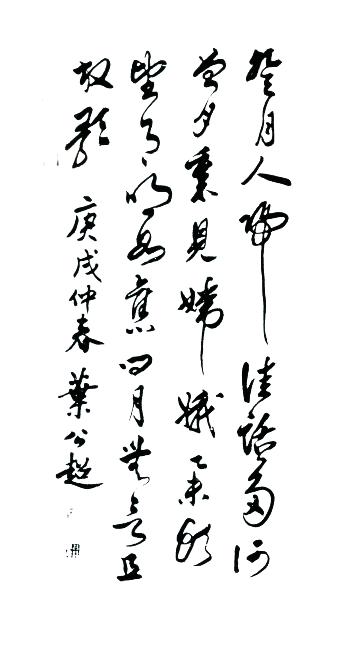
葉公超書法作品：「登月人歸佳話多，何曾月裡見嫦娥？舉頭望月明如舊，對月無言且放歌。」

## 評述

### 關於學識
- 胡適：「葉公超的英文是第一等的英文，他說的更好，大概是年輕時出去的緣故。」「就是在外國一班大政治家中，也不見得說得過公超。他在我們一班人之中，他說的最好。」[23]
- 費正清：「He was a Chinese renaissance man who embraced both cultures... George was a calligrapher of note and an expert on Chinese painting. Yet he had got a Western education too... He had been through the London blitz and the fall of Singapore and knew many power holders around the world.」（他學貫中西，是一位通才[24][25]。他是書法名家，亦通國畫藝術；又曾在西方接受教育，親歷倫敦空襲，目睹新加坡淪陷，幷與多位世界政要相識。）[26]:387
- 柳無忌：「談到文學與書畫，他的興趣是廣博的。」[27]
- 陶希聖：「文學的氣度，哲學的人生，國士的風骨，才士的手筆。」[28]
- 陳香梅：「他學劍學書都有所成，因此有時不免恃才傲物，有時樹大招風，難免招人之忌，但他琴棋書畫，能武能文，眞是一代奇人。」[29]:147
- 梁實秋：「鄭洪年先生曾譏誚他爲“外國名士派”，聞一多先生嘗戲謔的呼他爲“二毛子”，意思是指他精通洋文而不懂國故。公超雖不以爲忤，但是我冷眼觀察，他卻受了刺激，於英國文學之外對於中國文學藝術猛力進修，不久卽飜然變了一副面目，成爲十足的中國文人。」[6]
- 季羨林：「说到学问，公超先生是有一肚皮的。他人很聪明，英文非常好。在清华四年中，我同他接触比较多。我早年的那一篇散文《年》就是得到了他的垂青，推荐到《学文》上去发表的。他品评这篇文章时说：“你写的不仅仅是个人的感受，而是‘普遍的意识’（这是他的原话）。”……不管怎样，我是非常感激公超先生的。我一生喜好舞笔弄墨，年届耄耋，仍乐此不疲。这给我平淡枯燥的生活抹上了一点颜色，增添了点情趣，难道我能够忘记吗？在这里我要感谢两位老师：一个高中时期的董秋芳（冬芬）先生，一个就是叶公超先生。如果再加上一位的话，那就是郑振铎先生。」[30]
- 陳子善：「叶公超关于中国现代文学的评论虽然不多，但几乎篇篇精彩，他的名字是应该与周作人、梁实秋、朱光潜、李健吾等评论大家排列在一起的。」[31]
- 夏志清：「葉公超讀書極多，對二、三〇年代的英美前衛作家和主流文學都非常熟悉，不說半句外行話。」[32]
- 楊聯陞：「1959年，葉師已由台灣派駐美國，5月15日為紀念五四運動，由哈佛燕京學社同東亞研究中心聯名邀請葉師來講“五四前後的中國文學”，會上擠滿了人，由哈燕社代社長白思达與東亞研究中心的老闆費正清分別緻詞介紹。葉師坐下來講，手無片紙而話如行雲流水，由清末講到左翼作家聯盟，講故事甚多，極有風趣。講完略有討論。大家都很欣賞，連以《五四運動》一書起家的周策縱兄都表示欽佩。」[33]:92
- 许渊冲：「他认为林语堂不如兰姆幽默，因为“幽默不是一般的开玩笑，或是讽刺，或是诽谤，而是能看出一桩事理或一句话中本身的矛盾冲突”。」[34]:45-46「他(陈福田)喜爱的英国小说，是描写平常人平常生活的《傲慢与偏见》，美国小说是描写穷苦农民的《愤怒的葡萄》，中国小说则是林语堂刚出版的《京华烟云》（正相反，叶公超却不把这位得到诺贝尔文学奖提名的幽默大师看在眼里，说他的文章远不如兰姆的《烧猪论》幽默有味。）」[35]:71
- 葉文心：「George Yeh was exquisitely educated in the Chinese classics. He was also well versed in its artistic tradition as a result of family exposure.Yet George wore Western-style suits and finished college as an English major. His friends in Beijing in the 1930s, like himself, were British-style gentlemen and American-inspired liberals.」（葉公超受過系統式的中國古典教育，也耳濡目染書香世家的藝文傳統，同時他著西裝，且大學主修英文。他在1930年代的北京朋友們也如他一般，都是受美國自由主義精神指引且帶有英倫風範的紳士。）[36]:180
- 葉煒：「1978年冬，父親來探看我初生的女兒的時候，連續三天從早上到黃昏，我們坐在一起，他給我詳述葉家書畫收藏當中年份較早的部份。當時他已經25年沒有碰過這些書畫了，而他手頭上有的只是一份作品題目或書畫家名的清單。憑記憶，父親背誦字畫上的題辭，講述每一幅作品的狀態、書法風格、書法家軼事、其收藏過程和失而復得的故事。父親的憶述不僅把藝術藏品的資料傳授給我；而且借著孫女的出生，透過祖輩的收藏和創作者的精美書畫及其歷代的詩文翰墨，通過墨彩和詩韻，把沉浸在對藝術品欣賞的遐思，化作家族世代追求至美的精神，傳給下一代。」[4]

### 關於教學
- 柳無忌：「這時的西南聯大尙在草創階段，三校合併，人事方面不免錯縱複雜，但我們的外文系卻相安無事，那是由於公超讓敎授各自爲學、無爲而治的政策——我甚至不能記憶我們是否開過系務會議。」[27]
- 赵萝蕤：「作为老师，我猜他不怎么备课，不像后来我自己当老师时恨不得字字句句都早早准备好才上堂去。他只是凭自己的才学信口开河，说到哪里是哪里。反正他的文艺理论知识多得很，用十辆卡车也装不完的。」[37]
- 王辛笛：「回顾30年代之初，他在清华大学任教，我系外国语文系学生，曾上过他教的“英美现代诗”课程，听他侃侃而谈，酣畅淋漓，恰是一种享受，同学们听得入神，都忘记下课铃响了。他天份聪颖过人，兼以学贯中西，因之平时对学生也要求很严，往往出之以机智的讥讽口吻，使人手足无措；更有些人对他的绅士风度和名士派头也有不同看法。」[8]:230
- 溫梓川：「他在暨南非常受同學的歡迎，他上課時講的英文，真叫人聽出耳油，不情願下課，他那時不過廿五六歲，頭髪梳得服貼，口咬烟斗，衣服整齊，風度翩翩，一些也不像不修邊幅的作家，倒十足像個紳士，大概在英國住久了的緣故。他説話坦率極有風趣。」[38]:22
- 楊聯陞：「葉師對大一英文特重理解，此外堅持我們用英文註解的字典，看有人在桌上擺著不大的一本英漢字典，說這種小字典，要扔到窗外去。」[33]:92
- 赵捷民：「他教课以读音正确有名。有学生问他有的字在《英华合解词汇》里查不着，怎么办？他说：“那个《词汇》无用，烧了，要查《牛津大字典》。”」[39]:156
- 季羨林：「第一年英文，教授就是葉公超先生，用的課本是英國女作家Jane Austen的Pride and Prejudice。公超先生教學法非常奇特。他幾乎從不講解，一上堂，就讓坐在前排的學生，由左到右，依次朗讀原文，到了一定段落，他大聲一喊：“Stop!”問大家有問題沒有。沒人回答，就讓學生依次朗讀下去，一直到下課。學生摸出了這個規律，谁愿意朗讀，就坐在前排，否則往後坐。有人偶爾提一個問題，他斷喝一聲：“查字典去！”這一聲獅子吼有大威力，從此天下太平，宇域寧靜，相安無事，轉瞬過了一年。」[30]
- 溫梓川：「公超先生好打橋牌，如果打了一夜牌，則上課照例不講書，只叫同學口試，或聽同學讀一章節。他最注重發音，如果發音有誤，必照例須挨罵。他動輒以英國語音學家坦尼爾瓊斯教授的字典為標準，所謂英格蘭有教養者的發音。即使是女同學，如發音惡劣，亦不稍假以詞色，直言斥諷，入木三分，那被罵的女同學也常常直立以巾掩面，甚至有淚不可抑者。」[38]:27
- 许渊冲：「叶先生讲课时问得多，讲得少；从不表扬，时常批评；但讲起词汇的用法来，却很精采。……他讲《荒凉的春天》时，杨振宁问他：“有的过去分词前用be，为什么不表示被动？”但叶先生却不屑回答，反问杨振宁Gone are the days为什么用are？杨以后有问题都不直接问他，而要我转达了。二月八日他讲《生活的目的》时，先要学生朗读课文；学生才念一句，他能说出学生是哪省人；学生念得太慢，他就冷嘲热讽，叫人哭笑不得。轮到我念了，我在别人念时没听，只顾准备下面一段，所以念得非常流利，满以为不会挨骂了，不料他却问我：“你读得这么快幹什么？你说生活的目的到底是什么？”生活的目的在上一段，我没有听，自然也答不出，他就批评我只重形式，不重内容，这对我是一个很好的教训。……他对人要求很严，考试要求很高，分数给得很紧：一小时考五十个词汇，造五个句子，答五个问题，还要写一篇英文短文。杨振宁考第一，才得八十分；我考第二，只得七十九分。」[34]:45-46
- 楊振寧：「But Professor Yeh's course was a disaster: he was not interested in students and was not above practising one-upmanship on us. I do not remember learning anything from him.」（不過叶教授的英文课是場災難：他对学生不感兴趣，並未對我們進行更深的訓練。我不记得曾从他那里学到了什么。[40]:21）[41]

### 關於從政
- 费正清：「In Taiwan, however, the stultifying personality of CKS still held sway. Our old friend from Peking George Yeh (Yeh Kung-ch'ao), one-time professor of English literature at Tsing Hua, had risen by sheer talent to be the Republic of China's foreign minister for a decade and then ambassador in Washington. But now, having refused to follow the Old Man's diplomatic ideas, George was tethered in Taipei as a cabinet minister without portfolio.」（然而個性拘泥的蔣中正仍在臺灣握有實際主導地位。我們在北京時的老朋友葉公超原先是清華大學的英國文學教授，憑藉自身才能當上了中華民國的外交部部長，任職近十年，接著又任駐華盛頓大使。但現在，由於他不願順著老頭子的意思搞外交，結果被困在臺北，擔任內閣的“不管部部長”。）[26]:387
- 费正清：「Our chief pleasure in Taipei was to see ex-Foreign Minister George Yeh again, still the same strong individual, still frozen in position as a minister without portfolio, island-bound yet asked to handle the budget. Secret police trailed him when he was out but Chiang Ching-kuo came to see him when he was hospitalized — a curious stultification of top-level talent.」（在臺北最讓我們愉快的是再次見到前任外交部部長葉公超，他依舊是位堅毅的人，也繼續被以有名無實的“部長”職位冷凍，困於孤島卻被要求處理財務預算。他外出時，秘密警察跟踪他；他住院時，蔣經國卻蒞臨探望——真是對天才最為稀奇古怪的愚弄。）[42]:441
- 王辛笛：「在旧日师友之间，我们常常为叶公超在抗战期间由西南联大弃教从政，深致惋叹，既为他一肚皮学问可惜，也都认为他哪里是个旧社会中做官的材料，却就此断送了他十三年教学的苜蓿生涯，这真是一个时代错误。」[8]:231
- 黃富雄：「文寫葉公超，武寫孫立人。與台灣有關的中國現代史上，他們兩位一文一武，都曾經差一點改變了台灣的命運。他們兩位有些共同特點：一、他們都是中國人當中真正世界級的人物。二、他們都曾被當道重用，而最終卻“不敢用”。」[12]
- 衣復恩：「今在外交圈中已不多見如葉氏之人才矣。」[43]:304-306
- 白先勇：「父親笑獵友葉公超是「理論狩獵者」，談起打獵頭頭是道，但經常空手而歸。父親與外交部長葉公超私交甚篤，父親賞識葉公超的外交天才、學識氣度，葉公超大概對父親的彪炳戰功及軍事才能亦是敬重的，彼此惺惺相惜，更重要的是兩人的人格都有一種守正不阿的特色。」[17]:130
- 蔣經國：「《傳記文學》刊載李樸生一文竟以葉公超比之屈原，可謂不倫不類。」[44]

### 關於性情
- 赵萝蕤：「我有时到前铁匠营他们的寓所去串门。他们的生活令人羡慕：一所开间宽阔的平房，那摆设证明两位主人是深具中西两种文化素养的。书，还是书是最显著的装饰品，浅浅的牛奶调在咖啡里的颜色，几个朴素、舒适的沙发，桌椅，台灯，窗帘，令人觉得无比和谐；吃起饭来，不多不少，两个三个莱，一碗汤，精致，可又不像有些地道的苏州人那样考究，而是色香味齐备，却又普普通通，说明两位主人追求的不是“享受”而是“文化”；当然“文化”也是一种享受。……如果说叶老师什么地方有点令人不十分自在的，也许是他那自然而然的“少爷”风度，当然决非“纨裤子弟”的那一种。也许他的非凡才华使他有时锋芒毕露，不过绝没有丝毫咄咄逼人“拒人于千里以外”的味道。人们还是喜欢听他天南地北的神聊。我这位老师的“修养”是不凡的。」[37]
- 楊聯陞：「葉師那時好像家在北院，我曾晉謁不止一次，大抵在夜間。談話山南海北，隨興所至。有時談到生活態度，先生說：“不能只讀書，有時掃掃地，也是好的。”後來我猜想，可能是先生在美國受教育的時間較長，受了西人雖富貴而有些事也必躬親的影響。……最後一次與葉師見面，是1968年我到台灣參加中央研究院院士會，在師友賜宴的席上會見，先生告訴我“你是主客，應該在兩席上輪流坐坐，跟大家談談，表示謝意”，這是先生對我最後的教誨，在國外流浪多年，筵席時有失禮之處，先生肯直言指教，今日思之淚下。」[33]:92
- 于衡：「葉公超博士，是一位極不容易被瞭解的人，他喜怒無常、狂狷耿介，有時他會遊戲人間，有時又治事謹嚴，有時他異常天眞，有時又顯得非常複雜。和他相處，如同喝一杯醇酒，吃一碟辣椒。他常罵人，但被罵的人，並不懐恨，而且感激，這就是他與眾不同之處。」[45]
- 符兆祥：「葉公超爲人爽直，有時，爲了某些問題，常常當面給人難堪，過了不久，又會說那人的好話，足見他脾氣雖然暴躁，心地十分善良。」[12]
- 许渊冲：「我出国前去看他，他还像在联大时一样，劈面就是：“你要出国镀金去了。”教我下不了台，只得答道：“老师已经镀成金身，学生只好去沙里淘金了。”」[34]:49
- 许渊冲：「《钱锺书传稿》[註 2]中说：“叶公超太懒”，作为学者，这话可能不无道理，因为胡适要他和徐志摩、闻一多、梁实秋合译《莎士比亚全集》，结果他一本也没有翻，却让梁实秋一个人译完了。」[34]:49-50
- 梁實秋：「公超自承近于大男人沙文主义者，特别喜欢meek（柔顺）的女子。」[46]
- 陳香梅：「葉公超一生中有不少紅顏……是個爽快的性情中人，雖不太流露憐香惜玉之情，但他對於女才人也曾提拔過不少。」[29]
- 许渊冲：「叶公超说离婚不是道德问题，这是从西方的观点来说的。……叶公超说的话暴露了他自己的思想，他把婚姻看成义务，这是现实主义的爱情观。」[47]:277
- 張學良：「你(唐德剛)說葉公超好色呀，那我就不知道了。……我不曉得葉公超這段兒。」[48]:126

### 輓詞
- 袁永熹：「烽火結鴛盟治學成家心虛安危輕敘別；丹青遺史跡幽蘭秀竹淚痕深淺盡縱橫。」
- 臺静農：「詩酒豪情，風流頓覺蓬山遠；浮生悲劇，病榻忽興春夢哀。」[33]:109
- 張大千：「入主大政，出使大邦，絕代奇才歸冥漠； 喜則畫蘭，怒乃畫竹，長留健筆見縱橫。」[22]
- 郎靜山：「狂傲本奇才，惟賢哲多能，如此江山煙客逝； 賤辰勞玉趾，憶清談移晷，最難風雨故人來。」[28]
- 程滄波：「學術擅中西，零落山邱同一哭；達官兼名士，蒼涼身世又誰知。」[28]
- 張兹闓：「析津同學日，相逢各少年。水木清華地，文章新月篇。」[12]

## 參閱

### 文獻備註
1. ↑  一说是因为当时的外长沈昌焕进谗导致[16]。
2. ↑  指「西南联大的外文系根本不行，叶公超太懒，吴宓太笨，陈福田太俗」一句（载爱默. . 百花文艺. 1992-03: 126. OCLC 299356699.）；杨绛、李赋宁曾书面澄清钱锺书绝无此事[18]:203， 《智者的心路历程》亦称该书“错讹颇多，文理很差”(p. 516)。該敘述始載1991年《钱锺书研究》：「有人说钱锺书对西南联大外文系几位教授有个评价：『叶公超太懒,吴宓太笨,陈福田太俗。』钱锺书在大学时，来往比较密切的老师，主要有吴宓、叶公超、张申府、温源宁等人。」（ 3. 文化兿術出版社: 289. 1991.）

### 資料來源
1. ↑   (98-109). 大成雜誌社: 65. 1982.
2. 1 2 3 4  傅國涌：《葉公超傳》
3. ↑  張昌華：《民國才子葉公超：醉臥美人膝醒握天下權》
4. 1 2 3 4 5  楊芳芷：《畫出新世界：美國華人藝術家》
5. ↑  北京画院 (编). . 20世纪北京绘画史. 人民美术出版社. 2007  [2013-11-16]. ISBN 978-7-102-04041-7. （原始内容存档于2012-01-28）.
6. 1 2 3  梁實秋：《悼葉公超先生》
7. ↑  葉公超. . 臺灣時報·副刊. 1979-03-15.
8. 1 2 3  王辛笛：《叶公超二三事》，1991.09.
9. ↑  Wen Yuan-ning, and others. Imperfect Understanding: Intimate Portraits of Modern Chinese Celebrities. Edited by Christopher Rea (Amherst, MA: Cambria Press, 2018), pp. 17-24, 153-55.
10. ↑  卞之琳. . 水星合訂本. 上海書店. 1995.
11. 1 2  葉公超. . 聯合報. 1981-11-20.「生病開刀以來，許多老朋友來探望，我竟忍不住落淚。回想這一生，竟覺自己是悲劇的主角，一輩子脾氣大，吃的也就是這個虧，卻改不過來，總忍不住要發脾氣。有天做物理治療時遇見張岳公，他講：“六十而耳順，就是凡事要聽話。”心中不免感慨。」
12. 1 2 3 4  符兆祥：《葉公超傳：葉公超的一生》
13. 1 2 3 4 5  李新總主編，中國社會科學院近代史研究所中華民國史研究室，韓信夫、姜克夫主編 (编). . 北京: 中華書局. 2011.
14. ↑  王景弘編譯 (编). . 台北市: 玉山社出版. 2011. ISBN 978-986-294-000-6.
15. ↑  陳雷等編著. . 台北: 傳記文學出版社. 1978-06-01.
16. ↑  李敖. .
17. 1 2 3  白先勇：《獵友葉公超》
18. 1 2  许渊冲：《钱锺书先生和我》
19. 1 2 3  彭明敏.  2009年4月初版. 玉山社. 2009年4月. ISBN 978-986-6789-47-2.
20. 1 2  李敖.  1988年3月30日初版. 李敖出版社. 1988年3月30日.
21. ↑  林博文：《1949浪淘盡英雄人物》
22. 1 2  李永翘. . 1987. OCLC 299019768.
23. ↑  胡頌平 (编).  25. 聯經. 1984.
24. ↑  湯晏. . 明報月刊. 2008-10.
25. ↑  湯宴. . 衛城出版. 2015年11月.
26. 1 2  Fairbank 1964, Itinerating Around the World.
27. 1 2  柳無忌：《思往事，悼芥昱兼及公超》
28. 1 2 3  秦賢次：《葉公超其人其文其事》
29. 1 2  . 時報週刊出版社. 1984.
30. 1 2  季羨林：《也談葉公超先生二三事》
31. ↑  陳子善：《叶公超批评文集》编后
32. ↑  夏志清. . 自由時報. 2001年5月  [2013-11-16]. （原始内容存档于2010-03-27）.
33. 1 2 3 4  杨联升：《追怀叶师公超》
34. 1 2 3 4  许渊冲：《叶公超、钱锺书、杨振宁》
35. ↑  许渊冲：《再忆逝水年华》
36. ↑  Wen-Hsin Yeh: Living with art: the Yeh Family Collection and the modern practices of Chinese collecting.
37. 1 2  赵萝蕤：《怀念叶公超老师》
38. 1 2  溫梓川：《文人的另一面：民国风景之一种》
39. ↑  赵捷民. . 文史资料选辑 (108). 1986-12.
40. ↑  许渊冲：《叶公超和赵萝蕤》
41. ↑  C.N.Yang, Preface to Vanished Springs.
42. ↑  Fairbank 1977, Ups and Downs as a Friend of China.
43. ↑  衣復恩：《外交才子葉公超》
44. ↑  蔣經國函電宋美齡，1982年12月1日，載周美華、蕭李居編，《蔣經國書信集——與宋美齡往來函電》(下)，「國史館」出版，2009年，第335頁。
45. ↑  于衡：《葉公超博士與新聞記者》
46. ↑  梁實秋：《葉公超二三事》
47. ↑  许渊冲：《好德与好色》
48. ↑  張學良. 唐德剛 , 编. . 張學良口述歷史. 遠流出版. 2009-03. ISBN 978-957-32-6431-6.

### 主要書目
- 秦賢次. . 1983.
- 符兆祥. . 臺北: 七懋. 1993-12. ISBN 978-957-8598-03-4.
- 叶崇德. . 上海: 學林. 1993-08. ISBN 978-7-80510-841-4.
- 傅国涌. . 郑州: 河南人民. 2004-10. ISBN 978-7-215-05498-1.
- 张昌华. . 人物 (2). 2003. 外部链接存在于|title= (帮助)
- 傅国涌. . 人物 (4). 2008. 外部链接存在于|title= (帮助)
- John King Fairbank. . Harper & Row. 1982. ISBN 978-0-06-039005-1.
- Vimalin Rujivacharakul (编). . Rowman & Littlefield. 2011. ISBN 978-1-61149-006-0.
- 楊芳芷. . 臺北: 臺北商務印書館. 2013-06. ISBN 978-957-05-2833-6.
- 赵萝蕤.  (六七月合刊). June–July 1989. 亦見於《回憶葉公超》、《叶公超批评文集》序言
- 季羨林. . 香港. 1993-10-03. 亦見於董橋《幻境中的名士》，載. 英華沉浮錄 6. 明窗出版社. 1997. ISBN 978-962-357-970-4.
- 柳無忌. . 1981-12-12. 亦收錄《葉公超傳：葉公超的一生》、《回憶葉公超》
- 王辛笛. 宋路霞 王圣思 , 编. . 陕西师范大学. 1998. ISBN 978-7-5613-1852-2. 始載《回憶葉公超》
- 楊聯陞. 蒋力 , 编. . 北京: 商务印书馆. 2004. ISBN 978-7-100-04237-6. 始載《回憶葉公超》.
- 温梓川. 钦鸿 , 编. . 广西师范大学. 2004. ISBN 978-7-5633-4376-8.
- 衣復恩. . 立青文教基金會. 2000. ISBN 978-957-744-141-6.
- 白先勇. . 下冊：台灣歲月. 時報文化. 2012. ISBN 978-957-13-5548-1.
- 许渊冲. . 北京: 三联书店. 1996-11. ISBN 978-7-108-00894-7.
- Yuanchong Xu. . Panda Books, Chinese Literature Press. 1998. ISBN 978-7-5071-0419-6.
- 许渊冲. . 百花文艺出版社. 2003. ISBN 978-7-5306-3435-6.
- 许渊冲. . 中央编译出版社. 2005. ISBN 978-7-80211-058-8.
- 许渊冲. . 湖北人民. 2008-01. ISBN 978-7-216-05398-3.

- 湯宴. . 台灣: 衛城出版. 2015. ISBN 978-986-91093-5-2.

## 另見

### 作品
- 葉公超 (编). .
- 葉公超 梁實秋 (编). . 雕龍出版社. 1978.
- 梁實秋 葉公超 (编). . 雕龍出版社. 1978.
- 葉公超. . 洪範書店. 1979. OCLC 761160860.
- 叶公超. . 學林. 1997. ISBN 978-7-80616-434-1.
- 叶公超. 陈子善 , 编. . 世纪的回响: 批评卷. 珠海出版社. 1998. ISBN 978-7-80607-490-9.
- George K.C. Yeh (1948); Charles Patrick Fitzgerald. . London: Isaac Pitman. OCLC 315563251.
- George K.C. Yeh (1952). . Pamphlets on Chinese affairs. China Culture Publishing Foundation.
- George K.C. Yeh (1954). . Los Angeles World Affairs Council.
- George K.C. Yeh (1955). . Washington D.C.: Ministry of Foreign Affairs.
- George K.C. Yeh (1961). . Institute of Asian Studies, St. Johns University.
- George K.C. Yeh. . [1]:57 [2]:700
- George K.C. Yeh. . [1]:57 [2]:700
- George K.C. Yeh. . [1]:57 [2]:700

1. 1 2 3   14. 1953.
2. 1 2 3  Roland Turner. . St. Martin's. 1982.